# Johanna av Portugal
Johanna av Portugal, född 20 mars 1439 i Almada, död 13 juni 1475 i Madrid, var en kastiliansk drottning, gift med Henrik IV av Kastilien.

## Biografi
Johanna var dotter till Edvard I av Portugal och Eleonora av Aragonien. 
Hon gifte sig med Henrik den 21 maj 1455. Det ryktades att äktenskapet aldrig fullbordades på grund av Henriks impotens. Johanna ansågs skandalös på grund av sina urringade klänningar och sina förhållanden, bland annat med poeten Juan Rodríguez de la Cámara. Då dottern Juana la Beltraneja föddes 1462 ansågs hon vara dotter till Johannas älskare Beltrán de la Cueva. 
Johanna separerade från maken och bosatte sig med ärkebiskop Alonso de Fonseca i Coca. Hon inledde där ett förhållanden med Fonsecas brorson, Pedro de Castilla y Fonseca, med vilken hon fick två söner, Andres Apóstol och Pedro Apóstol. 
Henrik förklarade deras äktenskap ogiltigt och annullerade det 1468. Hon gick så småningom i kloster. 
Vid makens död 1474 stödde hon dotterns tronanspråk, men dog året därpå.